# Guajaraz
Guajaraz es una localidad y pedanía española que forma parte del municipio de Argés, en la provincia de Toledo, dentro de la comunidad autónoma de Castilla-La Mancha. Se encuentra al norte de la comarca de La Sisla, rodeada de un entorno natural que la conecta con núcleos cercanos como El Robledal y Guadamur.

## Demografía
Según el Instituto Nacional de Estadística de España, en el año 2022 Guajaraz contaba con 18 habitantes censados, lo que representa el 0,26% de la población total del municipio.

### Evolución de la población
| Gráfica de evolución demográfica de Guajaraz entre 2009 y 2022 |
|                                                                |
| Datos según el nomenclátor publicado por el INE.               |

## Comunicaciones
Algunas distancias entre Guajaraz y otras ciudades:
| Ciudades | Distancia (km) |
| -------- | -------------- |
| Argés    | 6              |
| Toledo   | 9              |
| Madrid   | 86             |